# George FitzRoy, 4. Duke of Grafton

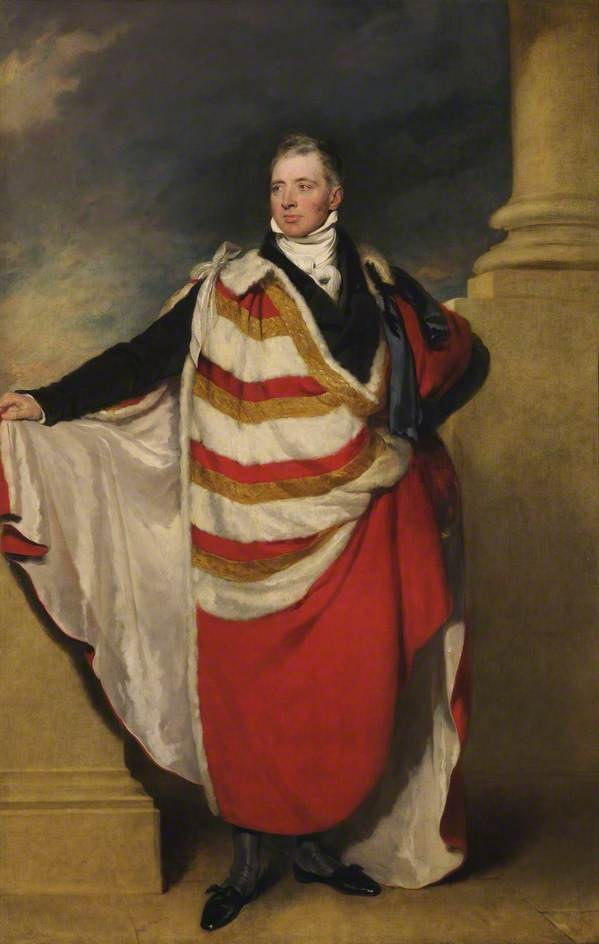
George Henry Fitzroy, 4. Duke of Grafton, Gemälde von Thomas Lawrence

George Henry FitzRoy, 4. Duke of Grafton (* 14. Januar 1760 in London; † 28. September 1844 in Euston Hall, Suffolk) war ein britischer Adliger und Politiker.

## Leben
George Henry FitzRoy war der älteste Sohn des Augustus FitzRoy, 3. Duke of Grafton (1735–1811), aus dessen erster Ehe mit Hon. Anna Liddell (1737–1804), Tochter des 1. Baron Ravensworth. Als Heir apparent seines Vaters führte er zu dessen Lebzeiten den Höflichkeitstitel Earl of Euston. Er wurde an der Harrow School erzogen und studierte danach am Trinity College der Universität Cambridge.
Von 1782 bis 1811 gehörte er durchgehend dem britischen House of Commons an, nämlich von 1782 bis 1784 als Abgeordneter für das Borough Thetford in Norfolk und von 1784 bis 1811 als Abgeordneter für die Universität Cambridge. Er war ein persönlicher Freund und politischer Anhänger des Premierministers William Pitt, mit dem er in Cambridge studiert hatte. Pitt bot ihm im November 1784 das Hofamt des Vice-Chamberlain of the Household an, das er jedoch ablehnte. Seine einzige aufgezeichnete Parlamentsrede hielt er am 5. Januar 1789, als er William Wyndham Grenville als Speaker vorschlug. Von 1790 bis zu seinem Tod hatte er auch das Amt des Lord Lieutenant von Suffolk inne.
Beim Tod seines Vaters am 14. März 1811 erbte er dessen Adelstitel als 4. Duke of Grafton, wurde dadurch Mitglied des britischen House of Lords und schied aus dem House of Commons aus. Er erbte zudem die umfangreichen Ländereien seines Vaters, einschließlich des Familiensitzes Euston Hall in Euston, Suffolk. 1834 wurde er als Knight Companion in den Hosenbandorden aufgenommen.
Seit dem 16. November 1784 war er mit Lady Charlotte Waldgrave (1761–1808), Tochter und Coerbin des James Waldegrave, 2. Earl Waldegrave, verheiratet, mit der sieben Kinder hatte:
- Henry FitzRoy, 5. Duke of Grafton (1790–1863), ⚭ 1812 Mary Caroline Berkeley (1795–1873);
- Lord Charles FitzRoy (1791–1865), MP, ⚭ 1825 Lady Anne Cavendish (1787–1871), Tochter des George Cavendish, 1. Earl of Burlington;
- Lord James Henry FitzRoy (1804–1834);
- Lady Maria Anne FitzRoy (1785–1855), ⚭ 1810 Sir William Oglander, 6. Baronet (1769–1852);
- Lady Georgiana Laura FitzRoy († 1855);
- Lady Elizabeth Anne FitzRoy († 1867), ⚭ 1814 John Henry Smyth († 1822), Gutsherr von Heath Hall in Wakefield, Yorkshire;
- Lady Isabella Frances FitzRoy (1792–1875), ⚭ Joseph St John († 1856).

Er starb am 28. September 1844 auf seinem Familiensitz und wurde dort am 15. Oktober 1844 bestattet.

## Pferderennen
George Henry FitzRoy war im Rennsport engagiert und gewann fünfmal mit seinen Pferden das 2000 Guineas, eines der Triple-Crown-Pferderennen in England.
- 1820 Pindarrie
- 1821 Reginald
- 1822 Pastille
- 1826 Dervise
- 1827 Turcoman